# ديفيد فيرتشايلد
ديفيد غراندسون فيرتشايلد (بالإنجليزية: David Fairchild)‏ (ولد في 7 أبريل عام 1869 وتوفي في 6 أغسطس عام 1954) كان عالم نباتات ومستكشفًا أمريكيًا. كان فيرتشايلد مسؤولًا عن تقديم أكثر من 200 ألف نوع من النباتات الغريبة والمحاصيل المعمول بها إلى الولايات المتحدة، بما في ذلك فول الصويا، والفستق، والمانجو، والنكتارين، والتمر، والخيزران، والكرز المزهر. حظيت بعض أصناف القمح والقطن والأرز بأهمية اقتصادية خاصة.

## خلفية
ولد فيرتشايلد في لانسنغ، ميشيغان، ونشأ في مانهاتن، كانساس. كان عضوًا في أسرة فيرتشايلد، المتحدرين من توماس فيرتشايلد من ستراتفورد، كونيتيكت. تخرج من كلية الزراعة بولاية كانساس (بدرجتي البكالوريوس والماجستير في عامي 1888 و1889 على التوالي) والتي كان والده رئيسًا لها في ذلك الوقت. واصل دراسته في ولاية آيوا وفي روتجرز مع عمه بايرون هالستد، عالم أحياء مشهور. حصل على درجة دكتوراه فخرية من جامعة أوبرلين عام 1915.
أقنع بربور لاثروب، وهو مسافر عالمي ثري، فيرتشايلد بأن يصبح مستكشف نباتات تابعًا لوزارة الزراعة الأميركية. موّل لاثروب وكفيل آخر يدعى أليسون أرمر بعض استكشافات فيرتشايلد للنباتات الجديدة التي سيقدمها إلى الولايات المتحدة. ألّف فيرتشايلد عددًا من الكتب المشهورة حول بعثاته في تجميع النباتات. من بين تلك الرحلات المبكرة، كتب فيرتشايلد: «أشعر بالسعادة لأنني رأيت بعضًا من أكثر الأماكن القليلة الهادئة في العالم قبل قدوم السيارات إليها».
سنوات عديدة، أدار فيرتشايلد «مكتب استقدام البذور والنباتات» التابع لوزارة زراعة الولايات المتحدة في العاصمة واشنطن. أحد الإنجازات له تمثلت في المساعدة بإدخال أشجار الكرز من اليابان إلى واشنطن. ينسب إليه أيضًا تقديم الكينوا والأفوكادو إلى الاميركيين. في عام 1989، أسس حديقة للتعريف بالنباتات الاستوائية في ميامي، فلوريدا. في عام 1905، تزوج من ماريان بيل، الابنة الاصغر لألكسندر غراهام بيل. كان فيرتشايلد عضوًا في مجلس أمناء الجمعية الجغرافية الوطنية (منظمة ناشيونال جيوغرافيك)، وموظفًا في ما يسمى الآن جمعية ألكسندر غراهام بيل للصم وصعوبة السمع.
في عام 1926، بنى فيرتشايلد منزلًا ضمن قطعة أرض مساحتها 8 فدان (32 ألف متر مربع) في خليج بيسكين في كوكونوت غروف، فلوريدا. أطلقوا عليه اسم «الكامبونغ)، على اسم مجموعة من المجمعات السكنية للعائلة في جافا، إندونيسيا) حيث قضى فيرتشايلد أياما سعيدة كثيرة في جمع النباتات. غطّى مكانه ذاك بمجموعة متنوعة غير عادية من الأشجار والنباتات الاستوائية النادرة، تم كتب في النهاية كتابًا بعنوان «العالم ينمو حول بابي». في عام 1984، أصبحت الكامبونغ جزءًا من الحديقة الوطنية النباتية الاستوائية. في سنة 1934، تم تكريمه بتسمية حديقة فيرتشايلد النباتية الاستوائية في كورال غيبلز على اسمه.
كان فيرتشايلد عضوًا في مجلس إدارة جامعة ميامي في الفترة بين عامي 1929 و1933. كان أيضًا رئيسًا لمجلس الإدارة لمدة ثلاث سنوات. في عام 1933 مُنح منح ميدالية الخير العام من الأكاديمية الوطنية للعلوم.
عاش ابنه، ألكسندر غراهام بيل فيرتشايلد وعمل باحثًا في علوم الحشرات لمدة 33 عامًا في مختبر غورغاس التذكاري في جمهورية بنما. تزوجت ابنته، نانسي بيل، من عالم حشرات آخر يدعى مارستون بيتس، الذي ألّف عديدًا من الكتب عن التاريخ الطبيعي. كتبت نفسها كتابًا عن الحياة في المناطق الريفية في كولومبيا خلال الأربعينيات: «شرق جبال الأنديز وغرب اللامكان».
أُحيت ذكراه بالتسمية العلمية أحد الأنواع من السحالي «أنوليس فيرتشالدي».

## وصلات خارجية
- ديفيد فيرتشايلد على موقع الموسوعة البريطانية (الإنجليزية)
- ديفيد فيرتشايلد على موقع إن إن دي بي (الإنجليزية)